# Lucjan Meissner
Lucjan Meissner (ur. 1929, zm. 28 marca 2021) – polski germanista i politolog, dr hab.

## Życiorys
Obronił pracę doktorską, następnie uzyskał stopień doktora habilitowanego. Został zatrudniony na stanowisku profesora uczelni w Wyższej Szkole Studiów Międzynarodowych, oraz w Instytucie Germanistyki na Wydziale Neofilologii Uniwersytetu Warszawskiego.
Był profesorem i kierownikiem w Katedrze Badań Niemcoznawczych na Wydziale Studiów Międzynarodowych i Politologicznych Uniwersytetu Łódzkiego. Odznaczony Złotym Krzyżem Zasługi, Krzyżem Kawalerskim Orderu Odrodzenia Polski oraz Złotą Odznaką Związku Nauczycielstwa Polskiego.